# Gerhard Gnann
Gerhard Gnann (Bad Buchau, 1962) is een Duits organist, klavecinist en muziekpedagoog.

## Levensloop
Gnann studeerde orgel, klavecimbel en kerkmuziek aan het Sweelinck Conservatorium in Amsterdam, onder de leiding van Ton Koopman en Ewald Kooiman. Hij studeerde ook in Freiburg en Bazel, onder meer bij Ludwig Doerr. Hij won in verschillende internationale orgelcompetities. Hij behaalde de Tweede prijs (dat jaar geen Eerste prijs toegekend) in het internationaal orgelconcours in Brugge, in het kader van het Festival Musica Antiqua. In 1992 behaalde hij een prijs in een Zwitsers orgelconcours en in 1993 de Grote Prijs "Dom zu Speyer". 
In 1994 werd hij cantor voor het aartsbisdom Freiburg, met standplaats in Münstertal. Hij doceerde tevens aan het Conservatorium van Trossingen. In 1997 werd hij professor orgel aan de Johannes Gutenberg Universiteit van Mainz. Hij leidt er de afdeling kerkmuziek en orgel. Werd in 2003 onderscheiden met de 'Preis der Johannes Gutenberg Universität'.Hij leidt er de afdeling kerkmuziek en orgel. Als gastdocent gaf hij meestercursussen in Duitsland, Italië, Oostenrijk en Polen. Hij is ook actief in het internationaal circuit van orgelconcerten. Was van 2012 tot 2014 Domorganist van de Freiburger Münster.

## Discografie
- Musik für Flötenuhren, 2004, Organum classics
- Die Gabler-Orgel in Weingarten, Audite
- Stylus phantasticus und Liedvariationen bis Bach, Audite
- HIOB von Petr Eben, Cadenza
- J. L. Krebs Orgelwerk Vol.1, Naxos
- Johann Sebastian Bach - Ein Choralbuch, Hänssler Classic
- J. S. Bach Orgelwerke, Organum classics
- Spanische Orgelmusik in Fontiveros (Avila), Organum classics
- W.A. Mozart, Epistelsonate und Werke für eine Orgelwalze, Organum classics
- J.S.Bach, Complete organ works played on Silbermann organs' Cd 14-17/19 - AEOLUS
- Orgelkonzert im Freiburger Münster'- Composities van Bach, Wagner, Karg-Elert, Messiaen en Hoppe - MBM Musikproduktion KG
- Arranging Bach - Gerhard Gnann spielt die vier Orgeln des Freiburger Münsters' - Coviello Classics